# Чиниот (округ)
Чиниот (урду ضلع چنیوٹ‎, англ. Chiniot District) — один из 36 округов пакистанской провинции Пенджаб. Административный центр — город Чиниот.

## История
Округ был выделен в отдельную административно-территориальную единицу из состава округа Джанг в феврале 2009 года.

## География
На севере граничит с округом Саргодха, на северо-востоке — с округом Хафизабад, на востоке — с округом Фейсалабад, на юго-западе — с округом Джанг.

## Административно-территориальное деление
Округ делится на три техсила:
- Чиниот
- Лилиян
- Бхавана